# فريق العقرب للاستعراض الجوي
فريق العقرب للاستعراض الجوي، (بالإنجليزية: Scorpion" Aerobatic team)‏. هو فريق مظاهر استعراض جوي من ذراع القوات البرية البولندية.

## خلفية تاريخية
حلقت 4 طائرات هليكوبتر طراز ميل مي-24. وهي واحدة من عدد قليل من فرق الهليكوبتر في العالم، وواحدة من اثنين فقط تحلق في طراز ميل مي-24. تأسست في عام 1999م في فوج طائرات الهليكوبتر القتالية 49 في Pruszcz Gdański ، أجرى الفريق دورته في عام 1999م في طلعة جوية في Pruszcz Gdański ، وأداء في وقت لاحق في معرض رادوم للطيران عام 1999م.
الفريق موقوف حاليا، حيث أن بعض طياريها في الخدمة في أفغانستان.